# Candara
Candara is een schreefloos lettertype, ontworpen in 2006 door Gary Munch voor Microsoft.
Het lettertype wordt standaard geleverd vanaf Microsoft Windows Vista en Microsoft Office 2007.
De stammen van Candara-letters hebben een opvallende verbreding, duidelijke geronde bogen en unieke trechtervormige diagonalen. De lettertypefamilie ondersteunt karakterset WGL4. De OpenType-versie bevat automatische ligaturen, tabelcijfers, proportionele cijfers, uithangende cijfers, tellers, noemers, wetenschappelijke kleinere subscriptletters en kleinkapitalen.
Candara maakt deel uit van Microsofts ClearType Font Collection, een serie lettertypen die geschikt zijn voor ClearType, een technologie voor zuiverheid en leesbaarheid van schermlettertypen. Andere lettertypen in deze serie zijn Calibri, Consolas, Cambria, Constantia en Corbel. Deze lettertypen zijn ook aanwezig in de Powerpoint 2007 Viewer.